# ساقی حدیث سرو و گل و لاله می‌رود
غزلی با مطلع «ساقی حدیث سرو و گل و لاله می‌رود»، غزل شمارهٔ ۲۲۵ از دیوانِ حافظ در تصحیحِ محمد قزوینی و قاسم غنی است.
غیاث‌الدین اعظم‌شاه از شاهان بنگاله، مردی فاضل و دوستدار ادب فارسی و هم‌عصر با حافظ بود و با او مکاتبه داشت. دربارهٔ چگونگی آغاز این مکاتبه روایتی در آیین اکبری اثر ابوالفضل علامی و ریاض‌السلاطین آمده که روزی سلطان به بیماری مهلکی دچار شده بود و به سه تن از زنان حرم به نام‌های سرو و گل و لاله دستور داد که پس از مرگ بدنش را بشویند. چون سلطان از بیماری نجات پیدا کرد به این سه زن محبت بسیار می‌کرد و این محبت دیگر زنان حرم را به حسادت واداشت چنان‌که به ایشان به استهزاء غساله می‌گفتند. سلطان که از این امر آگاهی یافت بر آن برآمد که با قصیده‌ای دل ایشان را به دست آورد. پس مصرع «ساقی حدیث سرو و گل و لاله می‌رود» را سرود، اما در مصرع بعداش ماند. چون هیچ‌یک از شاعران دربار نتوانستند وی را یاری نمایند، سلطان شعر ناتمام را به همراه دعوت حافظ به بنگال برای وی فرستاد. حافظ مصرع ناتمام سلطان را به مصرع «وین بحث با ثلاثه غساله می‌رود» کامل کرد، اما به خاطر کهولت سن از سفر به بنگال خودداری کرد و در عوض این غزل را به سلطان هدیه کرد. آمدن نام سلطان غیاث‌الدین و اشاره به دیدار از بنگال از لحاظ تاریخی این روایت را تأیید می‌کنند.